# Sokotriella jamila
Sokotriella jamila är en tvåvingeart som beskrevs av Andy Z. Lehrer 2005. Sokotriella jamila ingår i släktet Sokotriella och familjen köttflugor.
Artens utbredningsområde är Socotra. Inga underarter finns listade i Catalogue of Life.